# Mk 48 (mitragliatrice)
Mk 48 è una mitragliatrice leggera con proiettili del tipo 7,62 × 51 mm con caricatore a nastro.
È prodotto dalla Fabrique Nationale Manufacturing, Inc., una divisione della FN Herstal con sede negli Stati Uniti. La Mk 48 è stata sviluppata in collaborazione con il U.S. Special Operations Command, che ha adottato la mitragliatrice come arma d'ordinanza.